# Saskatchewan Rattlers
Saskatchewan Rattlers es un equipo de baloncesto canadiense que juega en la CEBL, la primera competición profesional de su país. Tiene su sede en la ciudad de Saskatoon, Saskatchewan, y disputa sus partidos como local en el SaskTel Centre, con capacidad para 15.100 espectadores

## Historia
En mayo de 2018, la incipiente Canadian Elite Basketball League (CEBL) anunció que Saskatoon sería el hogar de una de las seis franquicias charter cuando la liga comenzara a jugar en 2019. Esto traería el baloncesto profesional de regreso a la provincia de Saskatchewan por primera vez desde 2001, cuando los Saskatchewan Hawks de la International Basketball Association se retiraron. En julio de 2018, el nuevo equipo anunció que se llamaría Saskatchewan Rattlers, en honor a la serpiente de cascabel de la pradera. Lee Genier, quien ayudó a traer el Saskatchewan Rush a Saskatoon en 2016, fue nombrado presidente del equipo. El primer entrenador y director general del equipo fue Greg Jockims, exentrenador de los Saskatchewan Huskies.
Antes de su temporada inaugural, los Rattlers compraron una cancha de parqué de los Toronto Raptors y la instalaron en su casa en el SaskTel Centre, junto con relojes de tiro y soportes para redes. Genier dijo que el equipo compró la cancha debido a su "historia histórica". La CEBL anunció en mayo de 2019 que los Rattlers albergarían el primer fin de semana de campeonato de la liga ese agosto.

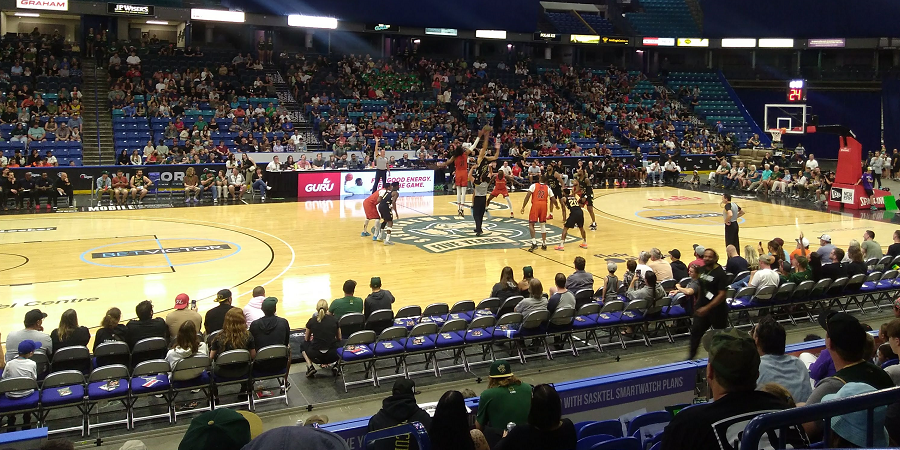
Los Rattlers ante Vancouver Bandits en el SaskTel Centre durante la temporada 2023.

Los Rattlers organizaron el primer partido de la CEBL el 9 de mayo de 2019. Perdieron ante los Niagara River Lions por un marcador de 99-97, fallando un último segundo intento de tres puntos para hacerse con la victoria. A pesar del revés inicial, la primera temporada fue exitosa para los Rattlers, dentro y fuera de la cancha. Saskatchewan lideró la liga en ventas y asistencia de abonos de temporada. El equipo llegó al fin de semana del campeonato con un récord de 11-9, bueno para el tercer lugar en la liga. Vencieron a los Edmonton Stingers en la semifinal, 85–83, y luego a los Hamilton Honey Badgers 94–83 en la final para conseguir el primer campeonato de la liga. Fue el segundo título de baloncesto profesional para un equipo en Saskatchewan, después del título de la NBL de Saskatoon Slam en 1993.
La segunda temporada de la CEBL se vio muy afectada por la pandemia de COVID-19. Finalmente se jugó como un torneo de todos contra todos de 6 partidos en St. Catharines, Ontario; Los Rattlers terminaron en último lugar con un récord de 1 a 5, eliminados de la contienda con una derrota ante el equipo de expansión de los Ottawa BlackJacks. Tras una tercera temporada en la que tampoco alcanzaron los playoffs, en 2022, tras acabar quintos en la temporada regular, cayeron en los cuartos de final ante los Scarborough Shooting Stars, liderados por Tony Carr, que logró un triple-doble ese partido.

## Trayectoria
|  | Indica temporada en la que fueron campeones |

| Liga  | Temporada | Entrenador                    | Temporada regular | Temporada regular | Temporada regular | Temporada regular | Playoffs        | Playoffs        | Playoffs        | Playoffs                   |
| Liga  | Temporada | Entrenador                    | Ganados           | Perdidos          | % Ganados         | Puesto            | Ganados         | Perdidos        | % ganados       | Resultado                  |
| ----- | --------- | ----------------------------- | ----------------- | ----------------- | ----------------- | ----------------- | --------------- | --------------- | --------------- | -------------------------- |
| CEBL  | 2019      | Greg Jockims                  | 11                | 9                 | .550              | 3.º               | 2               | 0               | 1.000           | Gana Campeonato de la CEBL |
| CEBL  | 2020      | Chad Jacobson                 | 1                 | 5                 | .167              | 7.º               | No se clasificó | No se clasificó | No se clasificó | No se clasificó            |
| CEBL  | 2021      | Chad Jacobson/Conner Dow      | 1                 | 13                | .071              | 7.º               | No se clasificó | No se clasificó | No se clasificó | No se clasificó            |
| CEBL  | 2022      | Dean Demopoulos               | 11                | 9                 | .550              | 5.º               | 1               | 1               | .500            | Pierde en cuartos de final |
| CEBL  | 2023      | Dean Demopoulos/Tanner Massey | 8                 | 12                | .400              | 5.º Oeste         | No se clasificó | No se clasificó | No se clasificó | No se clasificó            |
| Total | Total     | Total                         | 32                | 48                | .400              | —                 | 3               | 1               | .750            |                            |

## Palmarés
- CEBL

Campeones (1): 2019